# Gai Ponci
Gai Ponci o Gai Ponti (en llatí Caius Pontius) fou un militar samnita fill d'Herenni Ponci. Era el general que dirigia als samnites quan van derrotar els romans en la batalla de les Forques Caudines prop de Caudium el 321 aC; els que van sobreviure foren deixats marxar però després de passar sota el jou i els dos cònsols Tit Veturi Calví i Espuri Postumi Albí van haver de signar una pau humiliant que després fou rebutjada pel senat (que va retornar als consols als samnites). Ponci va refusar acceptar als cònsols. Encara que el seu nom no apareix durant els següents trenta anys, és possible que dirigís als samnites en altres campanyes. Se l'esmenta al front dels samnites el 292 aC quan va derrotar el cònsol Quint Fabi Màxim Gurges, però aquell mateix any es va lliurar la batalla decisiva que va posar fi a la guerra amb la victòria romana. Ponci fou fet presoner i va participar en el triomf del vencedor carregat de cadenes, i després decapitat.

## Càrrec
Gai Ponci tenia el càrrec de meddix, la magistratura suprema entre els samnites, equivalent a la de cònsol entre els romans. Comandava una contingent militar d'uns 9.000 soldats, d'entre els quals uns 1.000 anaven a cavall. Amb aquesta força va obtenir algunes victòries, com la presa de Canusium i Gnaitha, i va derrotar l'exèrcit romà capitanejat per Corneli Lèntul. Els samnites no van saber treure'n profit d'aquestes victòries i els romans van continuar efectuant pressió sobre territori samnita.

## Batalla de les Forques Caudines
L'any 321 aC, els romans avançaven pel Samni i Gai Ponci, que estava acampat amb el seu exèrcit a Caudium, va descobrir que les tropes conduïdes pels cònsols romans eren a prop. Va dissenyar un pla d'atac i ràpidament va enviar uns pastors a dir als romans que l'exèrcit samnita estava presentant setge a la ciutat de Lucera, a la regió de la Pulla.
Els romans s'ho van creure i van ser sorpresos en un pas estret entre muntanyes anomenat Forques Caudines. Al final es van rendir a Gai Ponci.

## Derrota i captura
Segons explica l'historiador Titus Livi, Gai Ponci no sabia com procedir amb l'exèrcit capturat i va escriure una carta al seu pare Herenni per demanar-li consell. Aquest li va dir que alliberés els romans i fes un pacte d'aliança amb ells. Ponci li va enviar una altra carta dient-li que no li agradava aquesta idea. Herennius, llavors li va dir que fes executar tots els captius però que això destruiria durant molt de temps qualsevol possibilitat de reconciliació amb Roma. Gai Ponci sabia que els nombre de romans era massa gran i, en comptes de complir amb la segona proposta del seu pare, el va fer portar i van discutir en persona si seria bo prendre una decisió entremig. Herennius li va advertir que deixar-los anar sense possibilitat de fer les paus només serviria perquè se sentissin humiliats i busquessin revenja.
Ponci no va fer cas dels consells i va obligar els soldats romans a passar sota un jou format amb llances romanes, en senyal de submissió. Després els va deixar tornar a Roma i l'any els romans comandats per Fabi Màxim van tornar a atacar, però aquesta vegada el van guanyar els romans i el van fer presoner. En la desfilada triomfal que li van preparar a Roma —en les calendes del mes sextilis (1 d'agost) del 292 aC—, el general romà Fabi Màxim va exhibir Gai Ponci i el seu pare Herenni, després va ser executat.